# Борисенко Володимир Семенович
Борисенко Володимир Семенович (нар. 27 травня 1925, смт. смт. Картушине, Ровеньківська міська рада (нині), Луганська область, УРСР, СРСР — †2005) — радянський український артист оперети. Заслужений артист УРСР (1980).

## Загальні відомості
1951 року закінчив Харківський театральний інститут (вчився у Д. Антоновича).
1951—1957 — артист Харківського театру музичної комедії.
В 1957 році став Лауреатом Всесвітнього фестивалю молоді і студентів у Москві (етюди з пантоміми). В 1958 став лауреатом «Першої української театральної весни» (роль Кицьки у музичній комедії «Тиха українська ніч» Є. Купченка, С. Жданова).
1957—1988 — артист Київського театру оперети. Викладав у Студії з підготовки акторських кадрів при цьому театрі.
«Актор широкого творчого діапазону, з однаковим успіхом виконував гострохарактерні, ліричні, комедійні ролі. Володів надзвичайною пластикою, яскравою і виразною мімікою. Малював ескізи образів, які пізніше відтворював на сцені.»

## Ролі
- Попандопуло («Весілля в Малинівці» О. Рябова)
- Чемерлига («Каштани Києва» О. Сандлера)
- Філіп («Вільний вітер» І. Дунаєвського)
- Льоша («Біла акація» І. Дунаєвського)
- Бонасьє («Три мушкетери» М. Дунаєвського)
- Пеніжек, суфлер Куделька («Маріца» І. Кальмана)
- Князь Воляпюк («Сільва» І. Кальмана)
- Полковник Якосукі («Останній чардаш» І. Кальмана)
- Ременник («На світанку» О. Сандлера)
- Афанасій Іванович, Солопій Черевик («Сорочинський ярмарок» О. Рябова)
- Тюремник («Кажан» Й. Штрауса)
- Суддя Картнеро («Циганський барон» Й. Штрауса)
- Імператор Візантії («Легенда про Київ» О. Білаша)
- Євнух Кизляр-ага Маметка («Сто перша дружина султана» А. Філіпенка)
- Власник газети Сатана («Зоряний час» А. і В. Філіпенків)
- Король («Бременські музиканти» Г. Гладкова)

## Фільмографія
- «Мандрівка в молодість» (1956, епізод)
- «Сорочинський ярмарок» (1970, фільм-спектакль, попович)
- «Перед екзаменом» (1977, т/ф, актор театру)